# 김경일 (법조인)
김경일(1944년 ~ )은 헌법재판관을 역임한 법조인이다.

## 생애
1944년에 태어나 광주제일고등학교와 서울대학교 법과대학을 졸업하고 사법시험에 합격해 1972년 광주지방법원 판사에 임용되었다. 1980년 광주고등법원 판사, 1982년 대법원 재판연구관을 지내다가 1986년 수원지방법원 1988년 서울지방법원
남부지원 1990년 서울지방법원 1991년 광주고등법원에서 부장판사로서 재판장을 했다. 1983년에 광주지방법원 목포지원장을 하면서 경험을 쌓은 법원행정은 1999년 서울지방법원 북부지원과 전주지방법원 2000년 수원지방법원에서 법원장을 하면서 능력을 발휘했고 수원지방법원장에 재직하던 2000년 8월 14일에 퇴임한 고중석 헌법재판관 후임으로 "국민의 기본권에 대한 의식과 헌법정신에 대한 이해,청렴성과 도덕성을 중시했다"는 이유로 최종영 대법원장이 지명하여 6년 임기의 헌법재판관에 김대중 대통령에 의하여 임명되었다.  "
서울고등법원에서 재직할 때 1996년 3월 6일 원고 승소 판결한 사건에서 법원의 착오로 당사자에게 원고 패소한 판결문으로 잘못 송달되기도 했다.
헌법재판관으로 재직하면서 양심적 병역거부자 처벌에 대한 위헌법률심판 사건에서 김경일은 전효숙과 함께  "입법자가 양심적 병역거부자들에 대한 어떤 최소한의 고려라도 한 흔적을 찾아볼 수 없다"는 보충의견을 내면서 위헌 판단을 했으며 행정수도법에 대해 윤영철, 송인준, 주선회 재판관과 함께 "서울=수도라는 관습헌법을 인정하지만 행정도시법이 이 관습헌법에 근거해도 위헌이 아니다"라는 입장을 밝혔다.

## 주요 판결
공무원 뇌물수수,아동 성추행 등 각종 사회적 병폐에 대한 엄격한 판결로 유명하다．96년에는 시민 반대를 이유로 가야산 국립공원 내 골프장 건설을 중단시킨 문화체육부 처분은 부당하다는 판결
수원지방법원 형사합의부 재판장으로 재직하던 1986년 10월 7일에 살인 혐의로 구속되어 무기징역이 구형된 피고인에 대해 "피고인이 경찰의 수사과정에서 고문으로 허위자백했다고 볼 수 있고 검찰수사에서도 고문 후의 억압된 심리상태 아래서 범행을 자백했다고 판단되므로 자백의 임의성을 인정할 수 없다"며 무죄를 선고했다.
서울지방법원 남부지원 형사1부 재판장으로 재직하던 1989년 5월 19일에 언론 통폐합 조치로 소유 주식과 경영권이 빼앗겼다며 전 목포 문화방송 대표이사 등 5개 지방 문화방송사 전 주주들이 문화방송 대표이사를 상대로 낸 주식처분금지 가처분신청을 "이유있다"며 받아들였다.
서울지방법원 남부지원 형사합의1부 재판장으로 재직하던 1989년 5월 9일에 노량진수산시장을 인수하는 과정에서 노량진수산시장 전 대표로부터 18억원 등 27억 3천만원을 수수한 노량진수산시장 운영권 강제교체 사건으로 구속된 전기환에게 징역4년 벌금10억원을 선고했다. 5월 19일에 전두환 친인척 비리와 관련하여 구속된 전 치안본부 정보2과 분실장에 대해 특정경제범죄가중처벌법 횡령과 직권남용 등을 적용해 징역2년 자격정지3년 집행유예3년을 선고했다.
서울민사지방법원 합의11부 재판장으로 재직하던 1990년 9월 21일에 청주대 강혜숙 교수가 행복은 성적순이 아니잖아요 영화 제작사를 상대로 제기한 손해배상청구소송에서 "영화와 강혜숙 교수의 창작 무용극은 제목만 같을 뿐 실질적 유사성은 없다"며 원고의 청구를 기각했다. 9월 29일에 혼수가 적다는 이유로 부인과 장모에게 폭력을 행사한 남편에 대해 장모가 위자료를 지급하라며 제기한 소송에서 "장모에게 1천만원 위자료를 지급하라"고 판결했다.
서울고등법원 특별8부 재판장으로 재직하던 1996년 3월 8일에 송어 양식장을 운영하는 박모씨가 정선군청을 상대로 낸 하천 유수인용 허가기간 연장신청 불허처분 취소청구소송에서 "양식장에서 배출하는 오염물질이 수질환경보전법상
배출허용기준에 미달되나 양식장으로 인하여 하천의 자정능력을 잃었으므로 양식장 영업은 중단해야 한다"며 원고패소 판결했다. 7월 26일에 전교조신문사라는 이름으로 격주간지 전교조신문 등록 신청을 했으나 "불법단체인 전교조 활동을 조장하기 위해 발행하는 것"이라는 이유로 등록이 거부되자  정해숙 전교조위원장이 공보처 장관을 상대로 정기간행물등록신청 거부 처분 취소소송에서 "전교조가 법외 노조로 비합법단체인 점은 명백하나 법률상 뚜렷한 근거없이 막연한 추측만으로 단체의 목적과 성격을 문제삼아 등록을 통제하려는 시도는 허용될 수 없다"며 원고 승소판결했다. 8월 19일에 가야개발이 문화체육부를 상대로 낸 체육시설업 사업계획 승인취소처분 취소소송에서 "1994년 4월 경북도지사가 승인 결정을 내린 가야산 국립공원내 골프장 건설계획을 1995년 7월 문체부가 골프장 승인 자체는 위법하거나 부당하지 않다고 인정하면서도 국민정서, 자연환경 보호 등 법이 규정하지 않은 막연하고 추상적인 사유로 승인처분을 취소한 것은 부당하다"며 원고승소 판결했다. 10월 9일에는 김영삼 정부 출범 이후 군 인사에서 전역 처분받은 하나회 활동 전력이 있는 이택형 육군 중장이 국방부 장관을 상대로 제기한 전역 처분 취소소송에서 원고패소 판결했다. 11월 7일에는 경찰관 재직중에 회식비 명목으로 10만원을 받은 이유로 해임된 윤모 경장이 낸 징계처분 취소소송에서 "비록 액수는 적지만 직접 사무실로 찾아가는 등 능동적으로 금품을 수수한 행위는 죄질이 나쁘고 공무원으로서 성실, 청렴의 의무에 반한다. 수 차례의 포상 경력을
감안해도 해임 처분은 정당하다"며 원고패소 판결했다.
서울고등법원 민사18부 재판장으로 재직하던 1994년 1월 10일에 5공화국 국가보위입법회의법에 따라 해직된 국회도서관 직원 김병욱 등 14명이 국가를 상대로 낸 보상금 청구소송에서 "1980년 11월 국회도서관 직원으로 근무하던 김씨 등이 1988년 12월 해직 당시 직급으로 복직했으나 승진, 호봉 승급 등을 인정하지 않은 것은 부당하다"며 "14명에게 3억5천만원을 지급하라"고 했다.
서울고등법원 형사1부 재판장으로 재직하던 1994년 10월 24일에 율곡사업으로 군납업체로부터 1억5천만원 뇌물을 수수하여 1심에서 징역3년 집행유예4년을 선고받은 전 국방부 장관 이상훈에 대해 "돈의 일부를 공식 행사에 사용한 사실 등을 감안했다"며 징역2년6월 집행유예3년을 선고했다. 1995년 7월 14일에 미국에서 수입한 쇠기름을 사용해 라면을 만들어 보건범죄단속에 관한 특별조치법 위반으로 구속된 삼양식품 부회장 등 회사 간부 10명과 삼양식품 등 4개 회사에 대해 유죄를 인정한 1심을 파기하고 무죄를 선고했다.